# Aralihalli, Savanur
Aralihalli là một làng thuộc tehsil Savanur, huyện Haveri, bang Karnataka, Ấn Độ.